# Lista dos deputados estaduais da 13.ª legislatura de Santa Catarina (1928–1930)
Lista dos deputados estaduais de Santa Catarina - 13ª legislatura (1928 — 1930).
| Nº | Deputado                         |
| -- | -------------------------------- |
| 1  | Antônio Vicente Bulcão Viana     |
| 2  | Álvaro Catão                     |
| 3  | Otto Feuerschuette               |
| 4  | Carlos Gomes de Oliveira         |
| 5  | Manuel do Nascimento Passos Maia |
| 6  | Otacílio Vieira da Costa         |
| 7  | João Pedro de Oliveira Carvalho  |
| 8  | Indalécio Domingues de Arruda    |
| 9  | Dorval Melquíades de Sousa       |
| 10 | Luís de Vasconcelos              |
| 11 | Manuel Gomes da Nóbrega          |
| 12 | Antônio Pedro de Andrade Müller  |
| 13 | José Acácio Soares Moreira       |
| 14 | Ermembergo Pellizzetti           |
| 15 | Francisco Alves Fagundes         |
| 16 | Manuel Tiago de Castro           |
| 17 | Pedro Cristiano Feddersen        |
| 18 | Luís Gallotti                    |
| 19 | Nicolau Bley Neto                |
| 20 | Ivo d'Aquino Fonseca             |
| 21 | João Bayer Filho                 |
| 22 | Cid Gonzaga                      |
| 23 | Artur Ferreira da Costa          |
| 24 | Marinho de Sousa Lobo            |
| 25 | César Pereira de Sousa           |
| 26 | João Pinho                       |
| 27 | Hermann Weege                    |
| 28 | Carlos Vítor Wendhausen          |
| 29 | Marcos Konder                    |
| 30 | Hercílio Vieira do Amaral        |
| 31 | Dalmiro Buys de Barros           |